# Orhan Ölmez
Orhan Ölmez est un chanteur turc, né à Antalya le 1er mai 1978.

## Biographie
Orhan Ölmez est né le 1er mai 1978 à Manavgat, un district d'Antalya. Il est originaire de Sivas du côté paternel et originaire de Manisa du côté maternel. Il a vécu à Izmir pendant 15 ans.
C'est en faisant connaissance avec l'instrument bağlama pour la première fois dans les années 1986-87 qu'il découvre son intérêt pour la musique.  
Il a achevé ses études secondaires à Izmir. Il a poursuivi ses études au Conservatoire de la Musique Turc de l'État à l'Université d'Égée.
À la Radio d'Izmir, il a été artiste dans la branche Musique Folklorique Turque pendant 1 an.
Dans les périodes suivantes, après Izmir, en étant auteur-compositeur et arrangeur à Istanbul, il s'est lancé dans une carrière artistique.
En 2003, il sort son tout premier album Su Misali et ce dernier a fait une très bonne sortie dans le secteur de la musique.
En 2005, il a de nouveau fait un succès en sortant son second album Herşeyin Farkındayım.
En 2006, il a reçu le Prix du Meilleur Chanteur Pop de l'année organisé par Kral Tv Video Music Awards.
Pendant tout le mois de Ramadan en 2006, il a préparé et présenté quotidiennement (2 fois par jour) une émission Iftar & Sahur dans la chaîne de Kral Tv.
En 2011, il a sorti un album auquel il a donné son propre nom "Orhan Ölmez".

## Albums
Su Misali (2003) 
1. Su Misali 

2. İstemesen Bile 

3. Canın Gibi 

4. İzin Verme 

5. İzleri Siliyorum 

6. Tekrar 

7. Benim İstediğim 

8. Dön Desem 

9. Özledim 

10. Yanar Dururum 

11. Dağlar 

Herşeyin Farkındayım (2005) 
1. Aşk Beni Sevmedi 

2. Bana Bırak 

3. Farkındayım 

4. Doyamadık Aşka 

5. Sabır Lazım 

6. Bensiz Aşka Doyma 

7. Yalvarayım mı 

8. Hosgeldin 

9. Seni Seviyorum 

10. Delirdim 

11. Kurusa Fidanım 

12. Aşk Beni Sevmedi (Enstrümental) 

Damla Damla (2008) 
1. Yasa Dışı 

2. Sarıl Bana 

3. Damla Damla 

4. Benim Gibi 

5. Kabullendim 

6. Olma O Zaman 

7. Yani Olmuyor 

8. Iki Elin Kanda Olsa Da Gel 

9. Sustu Umudum 

10. Açma Zülüflerin 

11. Kabullendim (Enstrümental) 
Orhan Ölmez (2011) 
1. Bilmece 

2. Kül 

3. Senden Vazgeçtim 

4. Nezaket 

5. Sen Yoksan Hikayem de Yok 

6. Derviş 

7. Sen Gidince 

8. Hesapsız Değil Bu Çile 

9. Hayırlısı Olsun 

10. Kalbim Ellerinde 

11. Derviş (Enstrümental) 
2+20 (2012) 
1 - Yazık Yoksun Yanımda 

2 - Aşk Beni Sevmedi 

3 - Canın Gibi 

4 - Bensiz Aşka Doyma 

5 - Doyamadık Aşka 

6 - Bana Bırak 

7 - İzleri Siliyorum 

8 - Seni Seviyorum 

9 - Dön Desem 

10 - Sabır Lazım 

11 - Benim İstediğim 

12 - Sana İhtiyacım Var 

13 - Yanar Dururum 

14 - Yalvarayım Mı 

15 - Tekrar 

16 - Hoşgeldin 

17 - Su Misali 

18 - Farkındayım 

19 - İzin Verme 

20 - İstemesen Bile 

21 - Özledim 

22 - Delirdim 

## Clips
Su Misali (2003) 
- 1. Su Misali
- 2. İzin Verme
- 3. Özledim

Herşeyin Farkındayım (2005) 
- 4. Bana Bırak
- 5. Aşk Beni Sevmedi
- 6. Bensiz Aşka Doyma
- 7. Sabır Lazım
- 8. Yalvarayım mı

Damla Damla (2008)
- 9. Damla Damla
- 10. Iki Elin Kanda Olsa Da Gel
- 11. Yani Olmuyor
- 12. Yasa Dışı

Orhan Ölmez (2011)
- 13. Bilmece
- 14. Senden Vazgeçtim
- 15. Nezaket

## Récompenses
- Prix du « Meilleur Chanteur Pop » en 2006 par Kral TV Video Music Awards.